# Хутір Шевченка (Вінниця)
Хутір Шевченка — частина міста Вінниці. Колишній приміський хутір.
Знаходиться поблизу колишнього заводу ДПЗ-18. Тут розміщується залізнична станція «Вінниця-Вантажна», де зупиняються електропоїзди до Козятина, Жмеринки, Хмельницького та Києва.
Сполучення здійснюється автобусом номер 20, маршрутне таксі 9А та тролейбусом 20(15б).
Вулиці району — Липовецька, Гонти, Цимлянська.
В межах хутору знаходяться склади фабрики «Рошен», завод «Будмаш» та завод «Пневматика».